# Eustomias longibarba
Eustomias longibarba és una espècie de peix de la família dels estòmids i de l'ordre dels estomiformes.

## Morfologia
- Els mascles poden assolir 15,6 cm de longitud total.[4][5]

## Hàbitat
És un peix marí i d'aigües profundes que viu fins als 1820 m de fondària.

## Distribució geogràfica
Es troba a l'Atlàntic oriental (des del Marroc fins al Sàhara Occidental) i a l'Atlàntic occidental (Golf de Mèxic i el Carib).